# 南流山駅
南流山駅（みなみながれやまえき）は、千葉県流山市南流山にある、東日本旅客鉄道（JR東日本）・首都圏新都市鉄道の駅である。

## 乗り入れ路線
JR東日本武蔵野線と首都圏新都市鉄道つくばエクスプレスの2路線が乗り入れ、相互間の接続駅となっている。武蔵野線の駅には「JM 16」、つくばエクスプレスの駅には「TX10」の駅番号が与えられている。
上記のほか、JR東日本の駅からは常磐線北小金駅までの武蔵野線支線（北小金支線）、および常磐線馬橋駅までの武蔵野線支線（馬橋支線）が分岐している。両支線とも基本的に貨物列車専用であるが、臨時団体旅客列車などや、北小金方面は京葉線東京駅 - 常磐線日立駅間を運行する臨時旅客急行「わくわく舞浜・東京」などの運行経路に利用されることがある。ただし、このような臨時列車に乗車する場合でも運賃・料金は新松戸駅経由の扱いとなる。

## 歴史

### 年表
- 1973年（昭和48年）4月1日：日本国有鉄道（国鉄）武蔵野線の駅が開業[2]。開業当初に自動改集札機が試験設置された12駅の一つ。
- 1987年（昭和62年）4月1日：国鉄分割民営化に伴い、東日本旅客鉄道（JR東日本）の駅となる[2]。
- 2001年（平成13年）11月18日：JR東日本でICカード「Suica」の利用が可能となる[報道 1]。
- 2003年（平成15年）2月4日：JR駅のエスカレーターが供用開始[新聞 1]。
- 2005年（平成17年）8月24日：首都圏新都市鉄道つくばエクスプレスの駅が開業[新聞 2]。
- 2007年（平成19年）3月18日：つくばエクスプレスでICカード「PASMO」の利用が可能となる[報道 2]。
- 2012年（平成24年）
  - 1月21日：みどりの窓口の営業を終了。
  - 9月23日：混雑緩和のため、つくばエクスプレスのホームが延伸される[報道 3]。
- 2022年（令和4年）3月22日：JR東日本の駅改札内に「STATION BOOTH」が開業する[3]。

## 駅構造

### JR東日本
流山市内にある唯一のJR線の駅で、相対式ホーム2面2線と中線を有する高架駅である。松戸営業統括センター（新松戸駅）管理の業務委託駅（JR東日本ステーションサービス委託）である。お客さまサポートコールシステムが導入されており、早朝はインターホンによる案内となる。自動券売機、多機能券売機、指定席券売機、自動改札機が設置されている。
駅舎内にはエスカレーター4基、エレベーター2基、多機能トイレが設置されている。付近は年間20mmから60mm程度の地盤沈下がみられるため、建設時に駅本屋の床をスラブ設計とし、必要のある個所では床下配管をスラブに吊ることで沈下防止対策をとっている。当駅南方より北小金支線と馬橋支線が分岐している。
2012年（平成24年）11月12日、駅ナカ（改札内）に「ブックエキスプレス南流山店」が開業したが、2020年（令和2年）5月に閉店した。
2021年（令和3年）11月頃に駅構内の耐震化工事が開始され、ロッカーが撤去されたほか、翌1月下旬には券売機が改札口側から北口側に変更された（設置台数は変わらず）。
2022年（令和4年）1月14日より改札内に向かって一番右端（南口側）の改札機が現在のきっぷ・磁気券対応からICカード専用通路（入場専用）となった。
駅カラーは黄緑色である。

#### のりば
| 番線 | 路線     | 方向 | 行先                           |
| ---- | -------- | ---- | ------------------------------ |
| 1    | 武蔵野線 | 上り | 南浦和・西国分寺・府中本町方面 |
| 2    | 武蔵野線 | 下り | 新松戸・西船橋・東京方面       |

（出典：JR東日本:駅構内図）

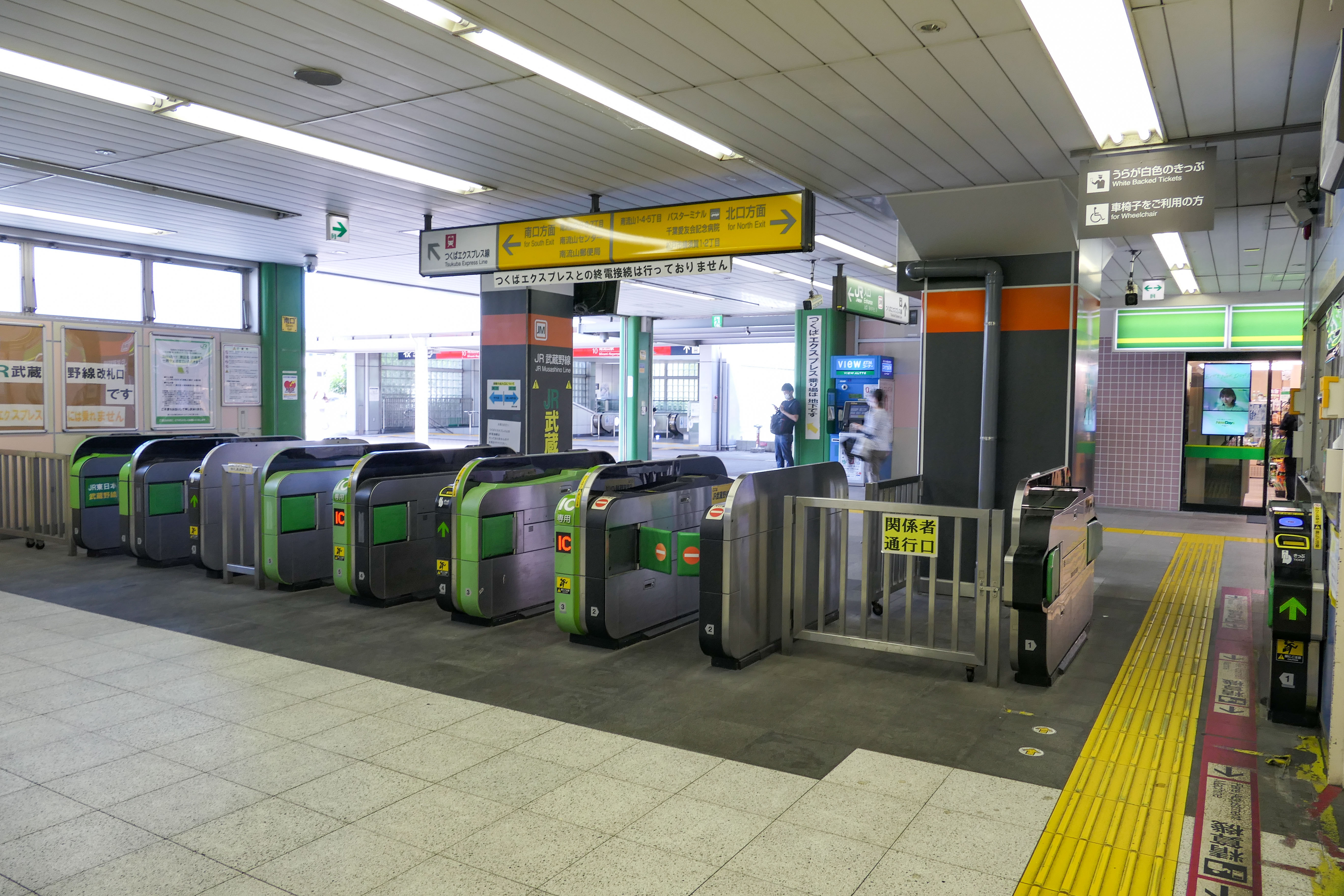
改札口（2023年7月）
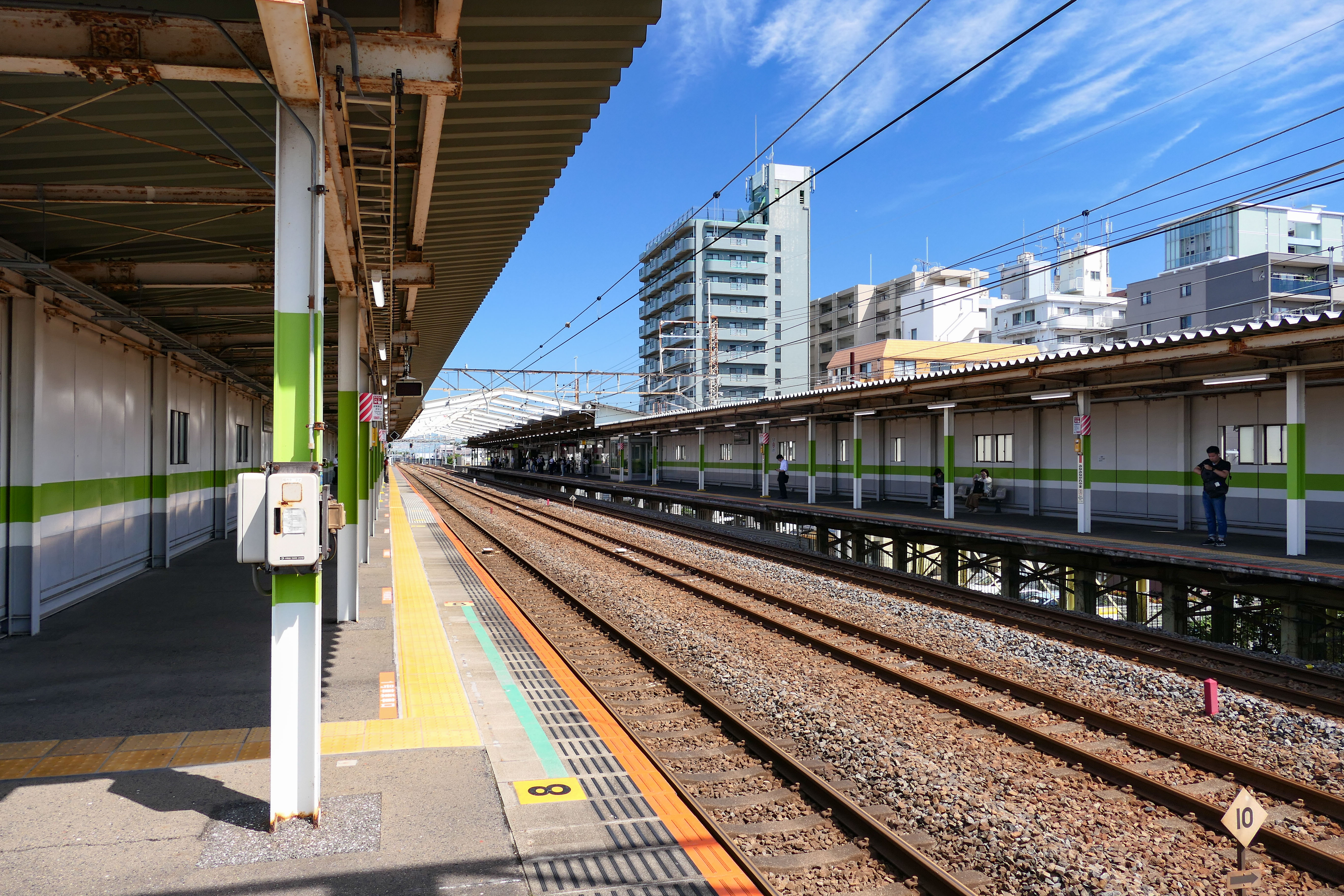
ホーム（2023年7月）

### 首都圏新都市鉄道

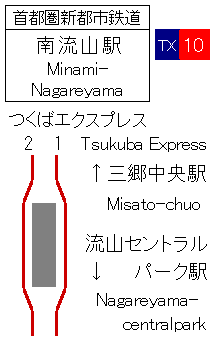
配線図

島式ホーム1面2線を有する地下駅である。改札は1か所で、出入口はA1、A2およびA3の3か所ある。武蔵野線に乗り換える際は改札正面にあるA1出口が便利である。
当駅にはすべての種別の営業列車が停車する。北千住駅 - 守谷駅間の途中駅では唯一の既存駅併設であり、開業時にJRの駅がすでに存在していた。なお、同区間の乗換駅としては他に流山おおたかの森駅があるが、こちらはつくばエクスプレス開業と同時に東武野田線の駅も併せて新設開業している。
混雑緩和と利便性の向上のため2011年（平成23年）6月からホーム延伸工事が行われ、2012年9月23日始発から供用開始した。具体的には前後約40 m（2両分）ずつホームを延伸し、上下線の列車停止位置をずらすことで混雑緩和を図った。

#### のりば
| 番線 | 路線               | 方向 | 行先       |
| ---- | ------------------ | ---- | ---------- |
| 1    | つくばエクスプレス | 下り | つくば方面 |
| 2    | つくばエクスプレス | 上り | 秋葉原方面 |

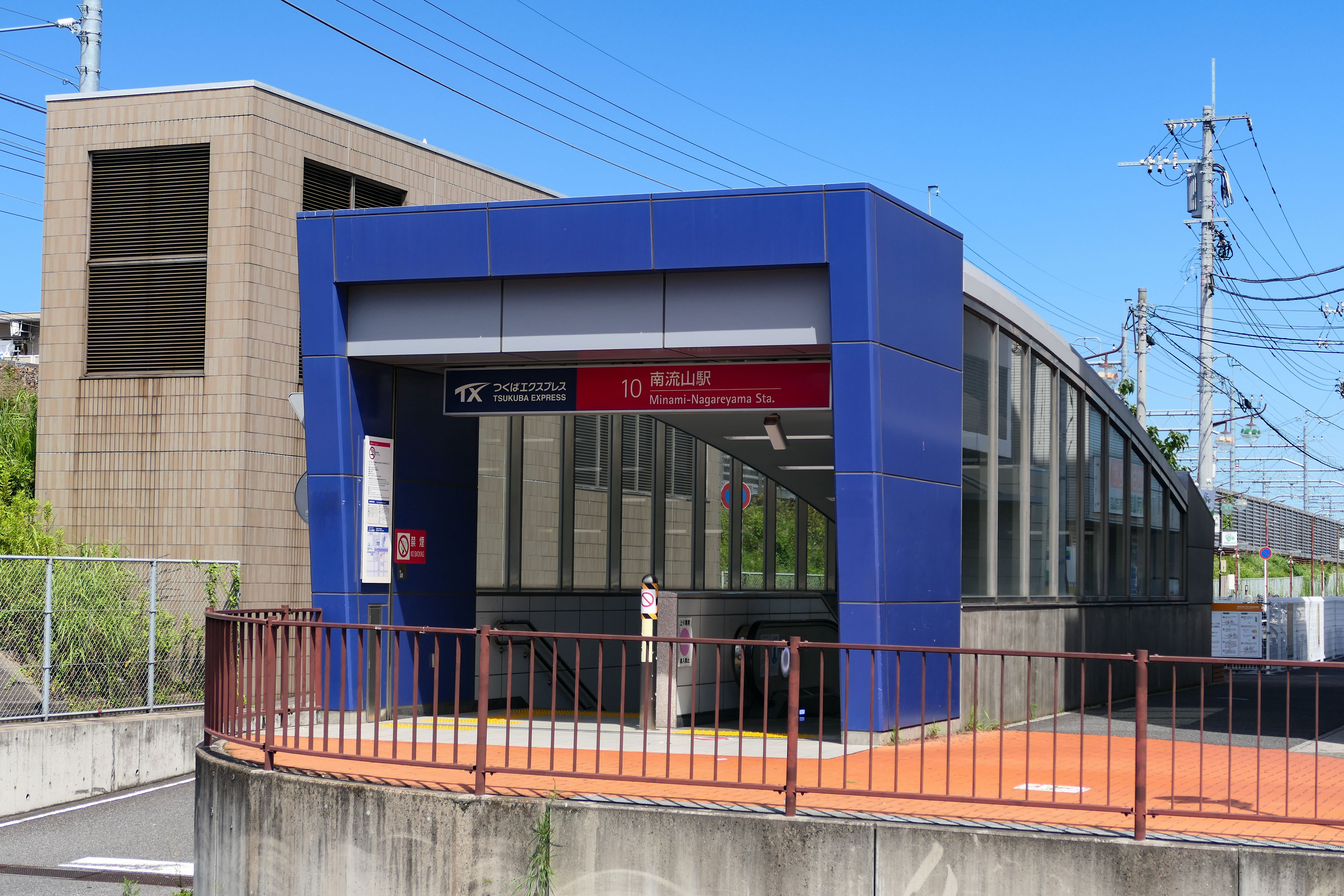
TX A2出入口（2023年7月）
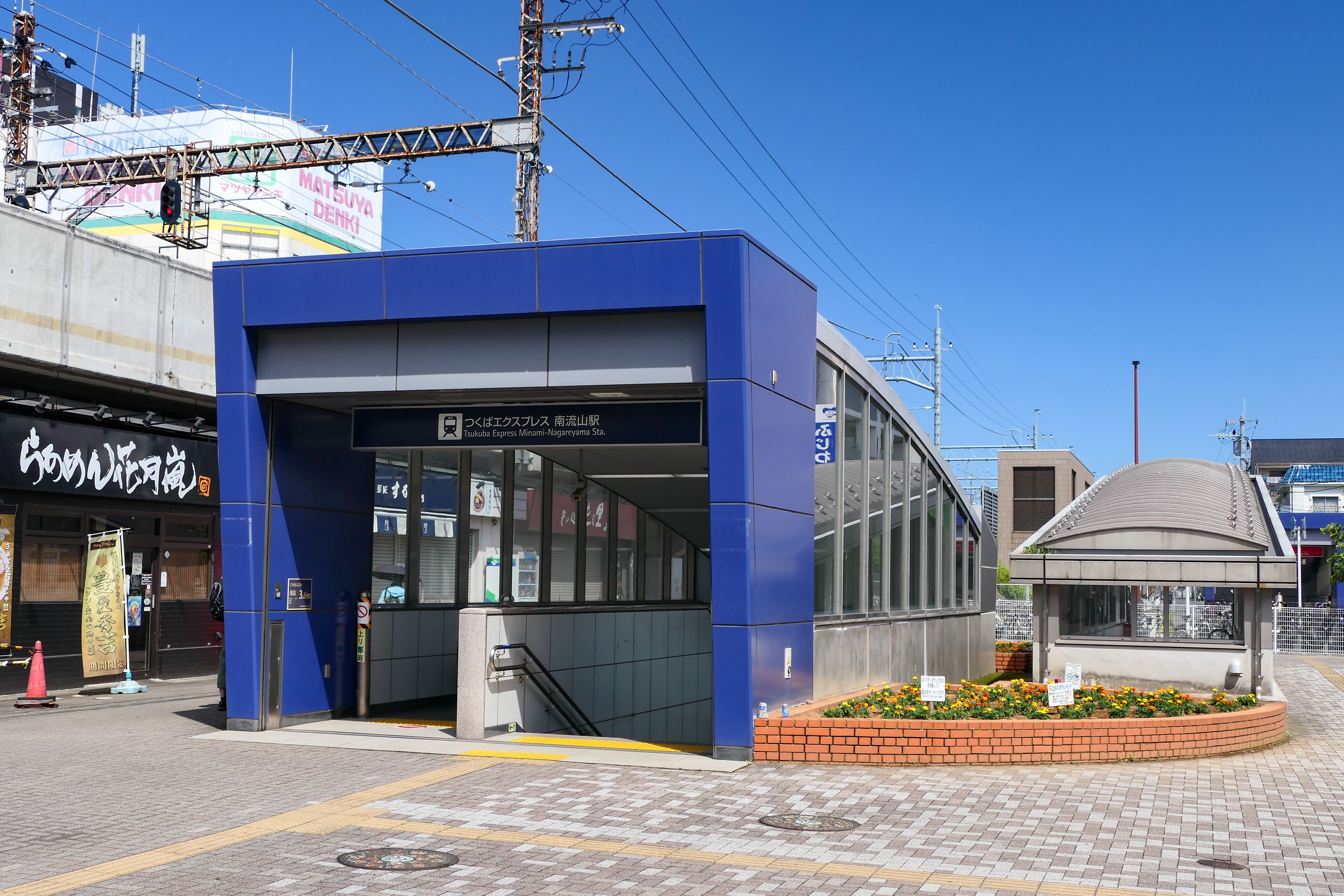
TX A3出入口（2023年7月）
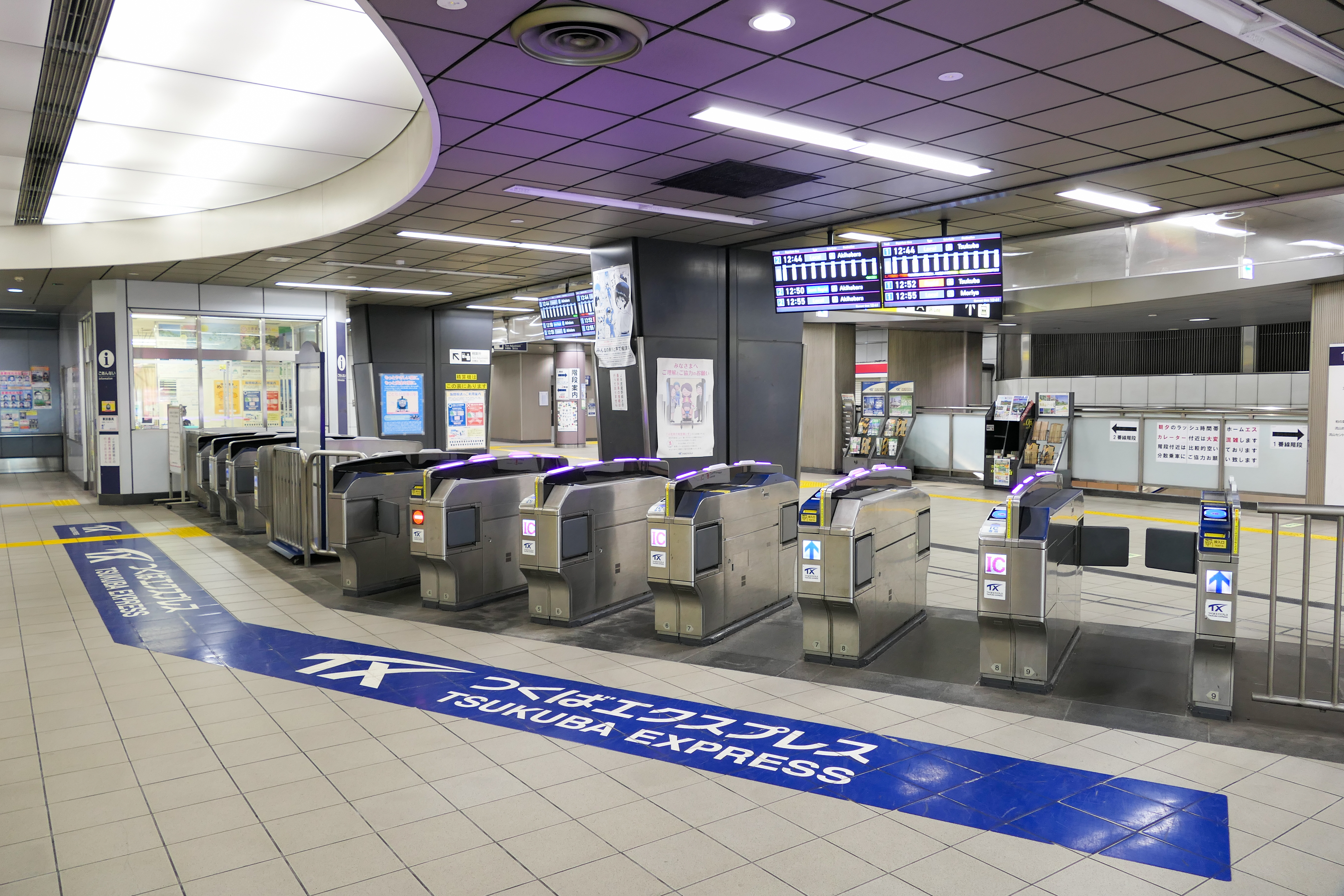
改札口（2023年5月）
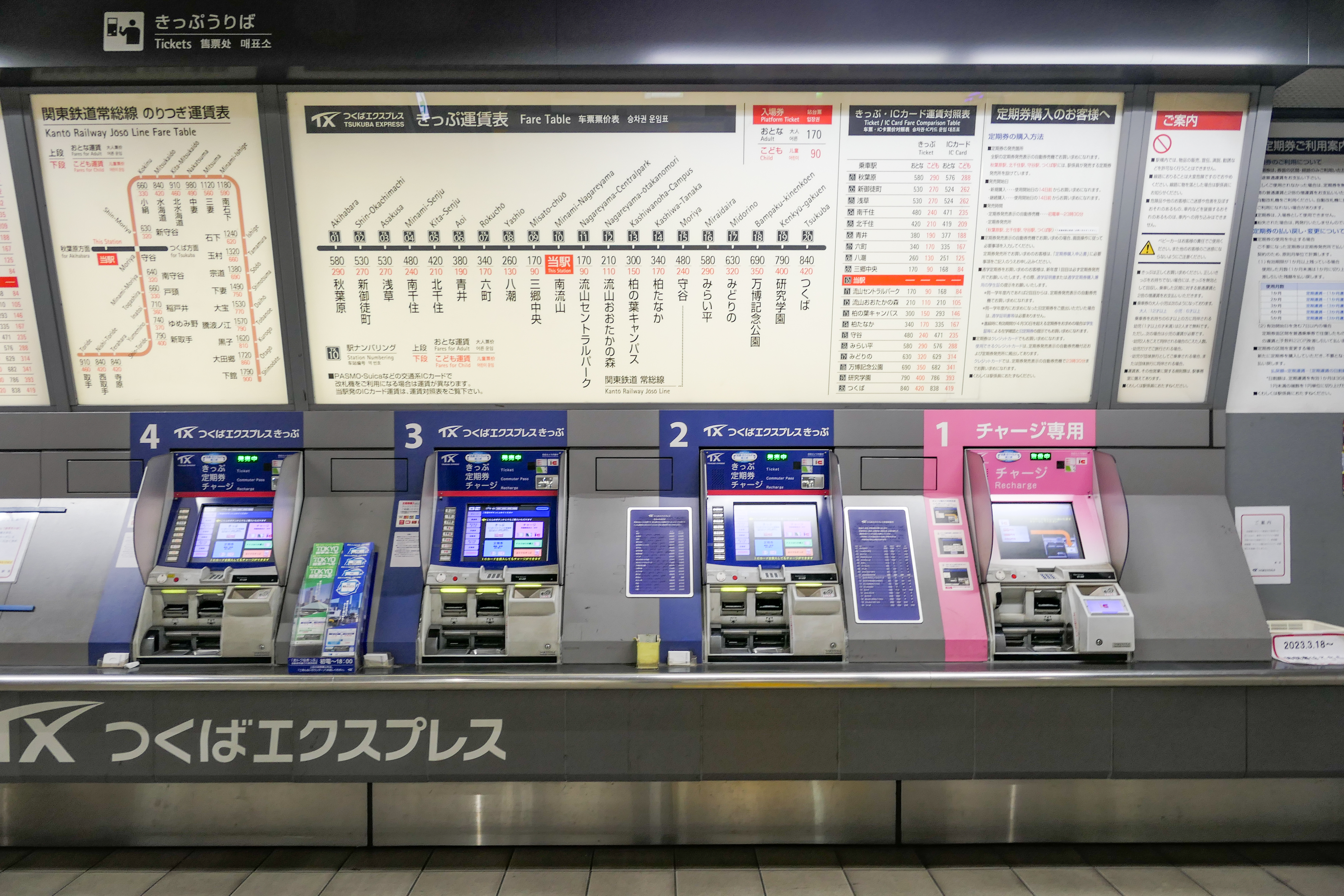
券売機（2023年5月）
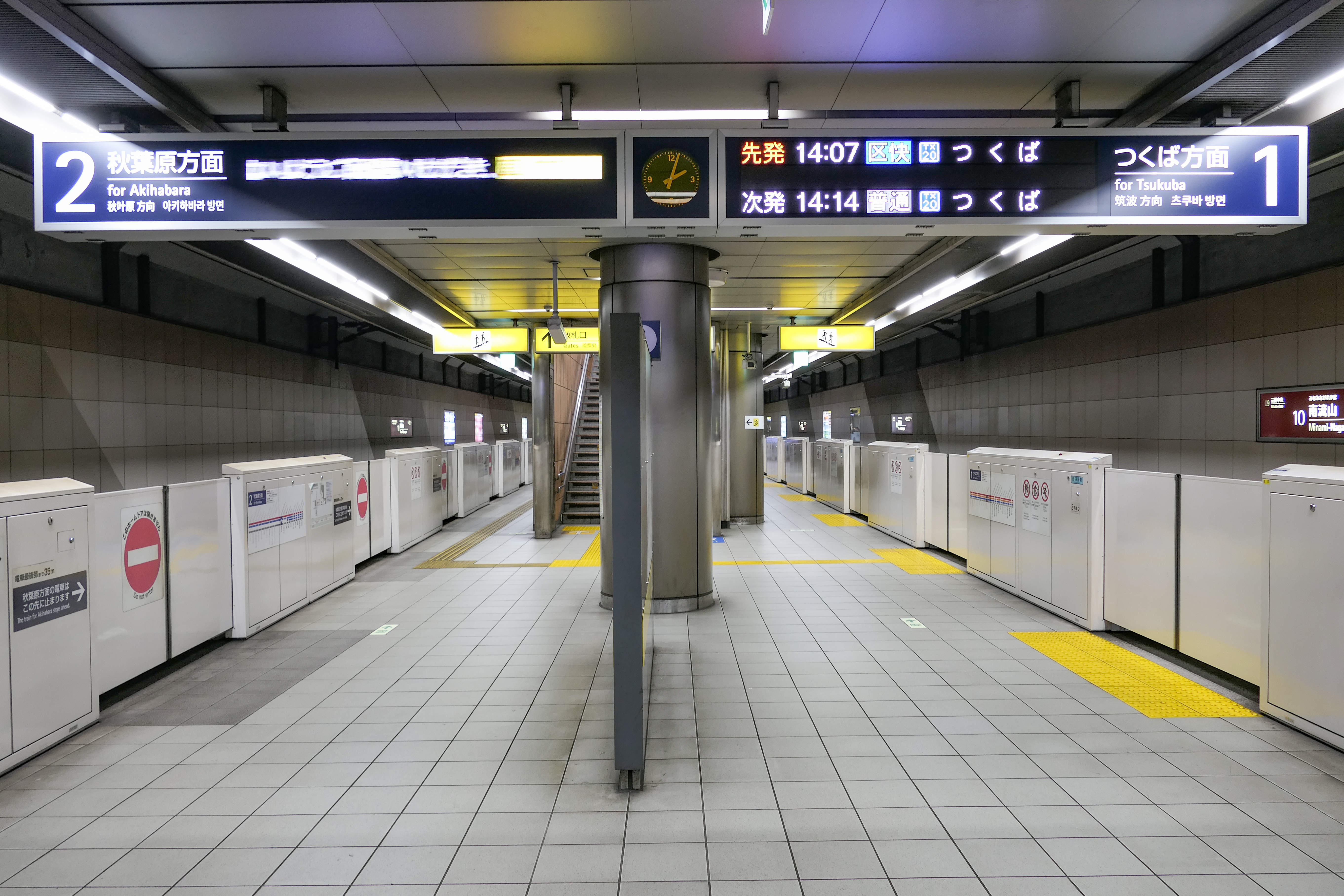
ホーム（2023年5月）

## 利用状況
- JR東日本 - 2023年度（令和5年度）の1日平均乗車人員は35,936人で、武蔵野線内26駅中新松戸駅に次いで9位である[利用客数 1]。開業当時は利用者2.2万人と予想していた。
- 首都圏新都市鉄道 - 2024年度（令和6年度）の1日平均乗車人員は39,037人である[TX 1]。2015年度（平成27年度）は流山おおたかの森駅を抜いていたが、再び追い抜かれつくばエクスプレス線内20駅中第4位である。

つくばエクスプレス開業で乗換駅となり、利用客が大幅に増加した駅である。周辺であっても従来利用しなかった地区（流鉄流山線沿線など）の利用者が当駅にシフトする傾向にある。
1990年度（平成2年度）以降の1日平均乗車人員の推移は下記の通り。
| 年度               | JR東日本 | 首都圏 新都市鉄道 | 出典     |
| ------------------ | -------- | ----------------- | -------- |
| 1990年（平成02年） | 9,465    | 未 開 業          | [ * 1 ]  |
| 1991年（平成03年） | 10,409   | 未 開 業          | [ * 2 ]  |
| 1992年（平成04年） | 11,550   | 未 開 業          | [ * 3 ]  |
| 1993年（平成05年） | 12,180   | 未 開 業          | [ * 4 ]  |
| 1994年（平成06年） | 12,481   | 未 開 業          | [ * 5 ]  |
| 1995年（平成07年） | 12,700   | 未 開 業          | [ * 6 ]  |
| 1996年（平成08年） | 13,038   | 未 開 業          | [ * 7 ]  |
| 1997年（平成09年） | 12,929   | 未 開 業          | [ * 8 ]  |
| 1998年（平成10年） | 12,969   | 未 開 業          | [ * 9 ]  |
| 1999年（平成11年） | 13,058   | 未 開 業          | [ * 10 ] |
| 2000年（平成12年） | 13,332   | 未 開 業          | [ * 11 ] |
| 2001年（平成13年） | 13,437   | 未 開 業          | [ * 12 ] |
| 2002年（平成14年） | 13,442   | 未 開 業          | [ * 13 ] |
| 2003年（平成15年） | 13,494   | 未 開 業          | [ * 14 ] |
| 2004年（平成16年） | 13,790   | 未 開 業          | [ * 15 ] |
| 2005年（平成17年） | 16,698   | 13,589            | [ * 16 ] |
| 2006年（平成18年） | 20,944   | 19,350            | [ * 17 ] |
| 2007年（平成19年） | 23,235   | 23,819            | [ * 18 ] |
| 2008年（平成20年） | 24,843   | 26,168            | [ * 19 ] |
| 2009年（平成21年） | 26,165   | 27,339            | [ * 20 ] |
| 2010年（平成22年） | 27,153   | 28,560            | [ * 21 ] |
| 2011年（平成23年） | 27,958   | 29,277            | [ * 22 ] |
| 2012年（平成24年） | 29,013   | 30,550            | [ * 23 ] |
| 2013年（平成25年） | 30,399   | 31,926            | [ * 24 ] |
| 2014年（平成26年） | 31,024   | 31,904            | [ * 25 ] |
| 2015年（平成27年） | 32,220   | 33,152            | [ * 26 ] |
| 2016年（平成28年） | 33,280   | 34,619            | [ * 27 ] |
| 2017年（平成29年） | 34,304   | 35,913            | [ * 28 ] |
| 2018年（平成30年） | 34,954   | 37,030            | [ * 29 ] |
| 2019年（令和元年） | 35,517   | 37,560            | [ * 30 ] |
| 2020年（令和02年） | 27,395   | 27,754            |          |
| 2021年（令和03年） | 30,259   | 31,064            |          |
| 2022年（令和04年） | 33,562   | 34,909            |          |
| 2023年（令和05年） | 35,936   | 37,577            |          |
| 2024年（令和06年） |          | 39,037            |          |

備考
1. ↑  2005年8月24日開業。開業日から翌年3月31日までを集計したデータ。

## 駅周辺

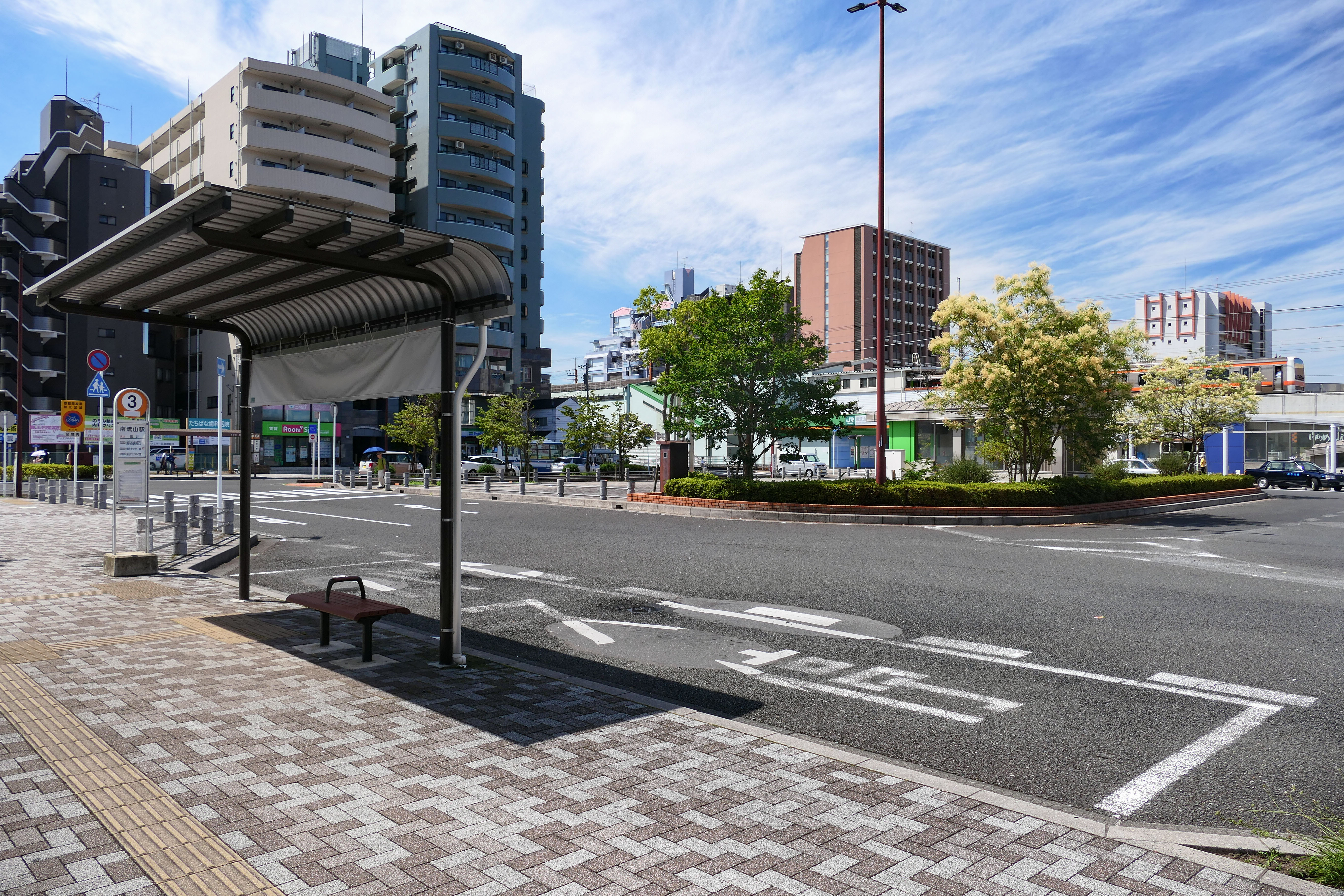
北口駅前ロータリー（2023年7月）

武蔵野線南流山駅開業による区画整理が1989年（平成元年）2月に完了した住宅街である。駅周囲は平坦な土地である。西へ進むと、埼玉県（三郷市）との境である江戸川がある。

### 北口・A2出入口・A3出入口

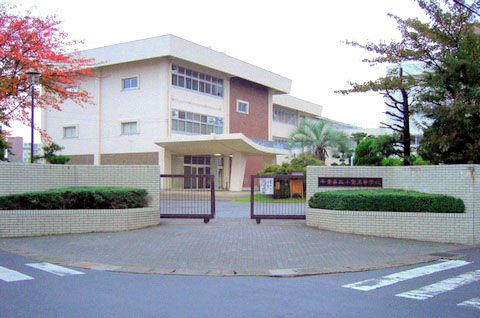
千葉県立小金高等学校

南流山4丁目方面・交通広場方面。千葉県道280号白井流山線、千葉県道29号草加流山線が走り、交通広場には自転車駐輪場やタクシー・バスのりばが整備されている。北方には鰭ケ崎地区があり、鰭ヶ崎駅（流鉄流山線）は当駅より北東約1kmの地点に所在する。さらに北隣の西平井地区も当駅の利用圏内である。この西平井・鰭ヶ崎両地区では流山市による土地区画整理事業が行われている。
- 流山警察署 南流山駅前交番
- 千葉県立小金高等学校
- 千葉県立流山南高等学校
- 松戸市立小金中学校
- 流山市立鰭ケ崎小学校
- 松戸市立横須賀小学校
- 千葉愛友会記念病院
- 流山鰭ヶ崎郵便局
- 千葉興業銀行 南流山支店
- 千葉銀行 南流山支店
- JAとうかつ中央 南流山支店
- 生活協同組合コープみらい コープ南流山店
- 京北スーパー 鰭ケ崎店
- マルエツ みやぞの店
- メトロ 流山店
- ビバホーム 流山店
- ビッグ・エー 流山鰭ヶ崎店
- マツモトキヨシ 南流山店
- コールマンショップ 流山店
- 西松屋 南流山店
- 東京靴流通センター 南流山店
- ケーズデンキ 流山店
  - しまむら・アベイル 流山店
- トレジャー・ファクトリー 流山店
- 南流山1号公園
- 南流山2号公園
- 南流山3号公園

### 南口・A1出入口

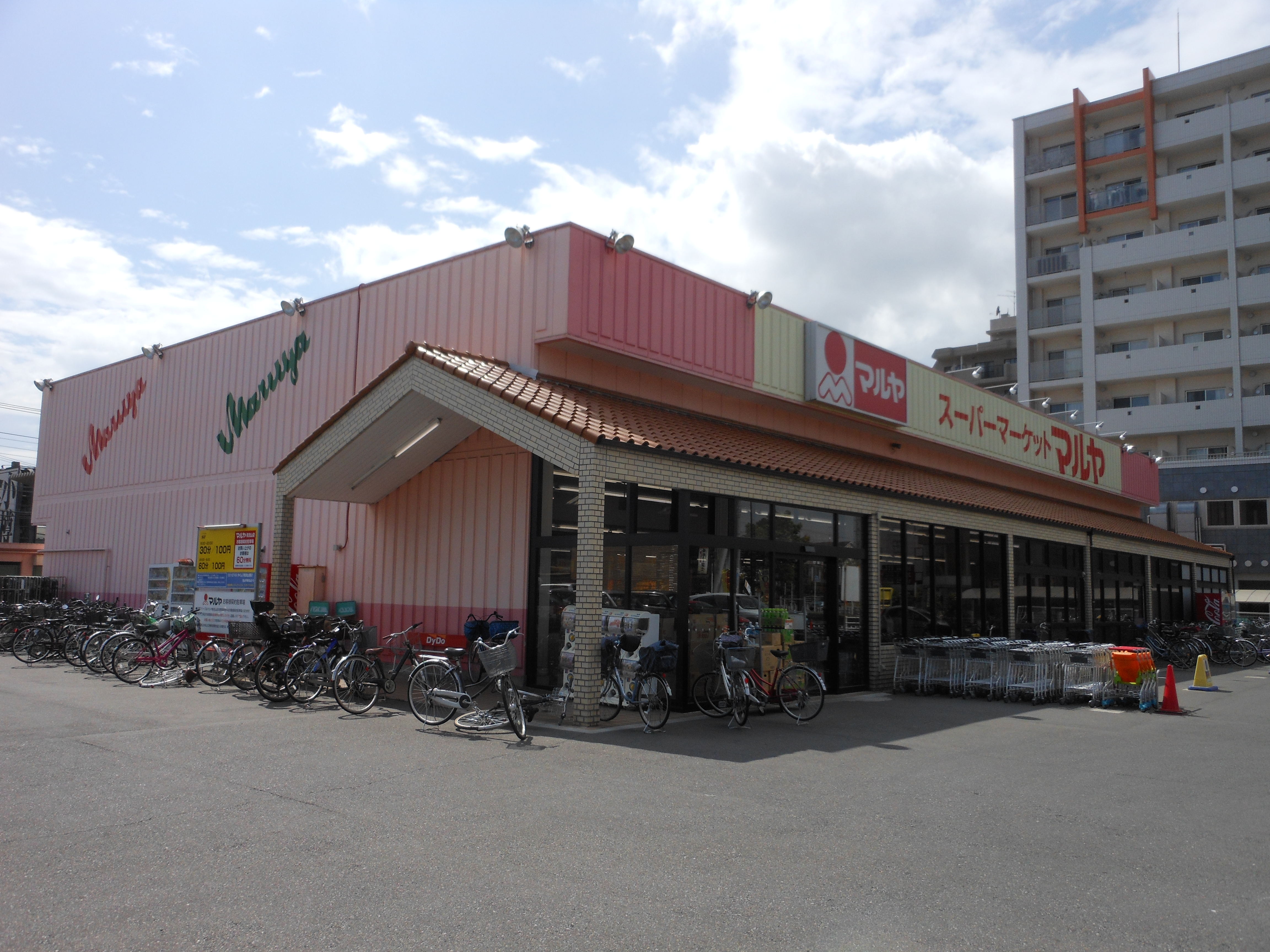
マルヤ 南流山店

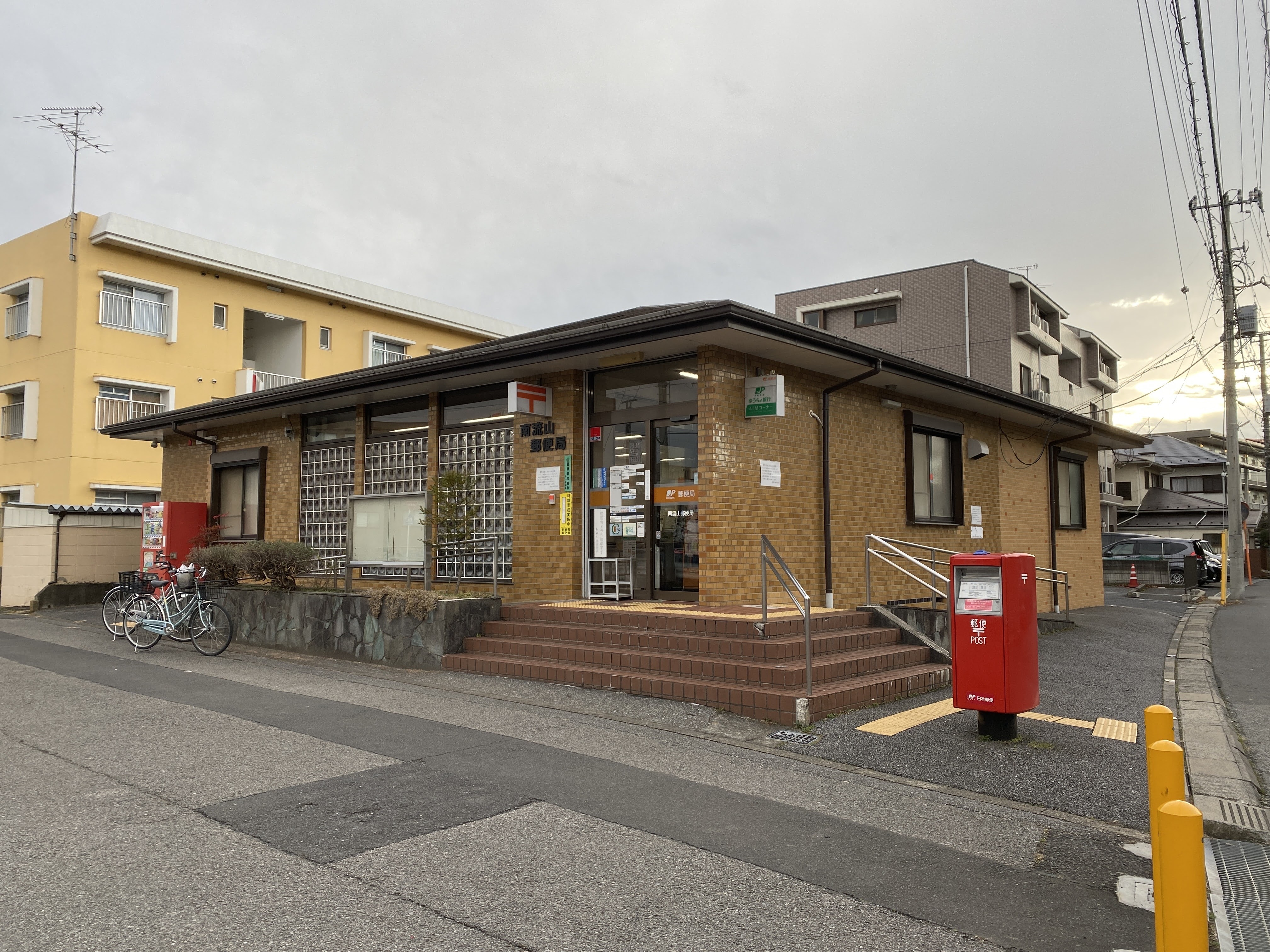
南流山郵便局（2021年1月）

千葉県道5号松戸野田線（流山街道）が走る。松戸市境に近く、当駅南東方に大規模住宅地である新松戸の北西端の一部（横須賀二丁目、新松戸七丁目）が近接する。南西方の木地区は元々田園地帯であったが、千葉県によるつくばエクスプレス沿線整備の一環として土地区画整理事業が行われている。
- 流山市南流山センター
  - 流山市立図書館南流山分館
  - 流山市役所南流山出張所
- 流山市消防本部 中央消防署南分署
- 東京芸術大学 国際交流会館
- 流山市立南流山中学校
- 流山市立南流山小学校
- 松戸市立新松戸西小学校
- えどがわ南流山保育園
- 南流山郵便局(徒歩約7分)
- マルヤ 南流山店
- ヤオコー 南流山店
- コモディイイダ 新松戸店
- マツモトキヨシ
- 私のわくわくスーパー
- ジェーソン 南流山店
- くすりの福太郎
- サンドラッグ 新松戸店
- セキ薬品 南流山店
- セイムス 南流山店
- AOKI 流山店
- ユニクロ 流山店
- マツヤデンキ
- ヤマダデンキ テックランド流山店
- コーナン 南流山店
- 南流山中央公園
- 江戸川河川敷緑地
  - 流山市河川敷野球場
  - 流山市河川敷サッカー場

## バス路線
| のりば | 運行事業者           | 停留所       | 系統・行先                                                            | 備考                    |
| 北口   | 北口                 | 北口         | 北口                                                                  | 北口                    |
| ------ | -------------------- | ------------ | --------------------------------------------------------------------- | ----------------------- |
| 1      | 京成バス             | 南流山駅     | 松71・松73：江戸川台駅 / 松戸駅                                       |                         |
| 2      | 東武バスセントラル   | 南流山駅     | - 南流01：クリーンセンター - 南流02：流山おおたかの森駅西口           |                         |
| 3      | 東武バスセントラル   | 南流山駅     | - 西柏08：免許センター南・南柏駅西口 - 西柏09：流山セントラルパーク駅 | 西柏09は1日2回のみ運行  |
| 南口   |                      |              |                                                                       |                         |
| －     | 京成バス             | 南流山駅南口 | 松74：松戸駅                                                          | 土曜・休日朝1回のみ運行 |
| －     | 流山ぐりーんバス     | 南流山駅南口 | 南流山・木ルート：南流山駅南口（循環）                                |                         |
| －     | 京成バス千葉ウエスト | 南流山駅     | 6：新松戸駅                                                           |                         |

## 隣の駅
東日本旅客鉄道（JR東日本）
 武蔵野線
新松戸駅 (JM 15) - 南流山駅 (JM 16) - 三郷駅 (JM 17)
武蔵野線貨物支線（馬橋支線）
南流山駅 - 馬橋駅
武蔵野線貨物支線（北小金支線）
南流山駅 - 北小金駅
首都圏新都市鉄道
つくばエクスプレス
■快速・■通勤快速（平日下りのみ運転）
八潮駅 (TX08) - 南流山駅 (TX10) - 流山おおたかの森駅 (TX12)
■区間快速
三郷中央駅 (TX09) - 南流山駅 (TX10) - 流山おおたかの森駅 (TX12)
■普通
三郷中央駅 (TX09) - 南流山駅 (TX10) - 流山セントラルパーク駅 (TX11)

#### 報道発表資料
1. ↑  “Suicaご利用可能エリアマップ（2001年11月18日当初）” (PDF).   東日本旅客鉄道. 2019年7月27日時点のオリジナルよりアーカイブ。2020年4月28日閲覧。
2. ↑  『PASMOは3月18日（日）サービスを開始します ー鉄道23事業者、バス31事業者が導入し、順次拡大してまいりますー』（PDF）（プレスリリース）PASMO協議会／パスモ、2006年12月21日。オリジナルの2020年5月1日時点におけるアーカイブ。2020年5月12日閲覧。
3. 1 2  『駅の改良工事が完了!!混雑緩和と利便性向上を図ります。 ① 南流山駅ホーム延伸による列車停止位置変更 ② 秋葉原駅の出入口増設』（PDF）（プレスリリース）首都圏新都市鉄道、2012年9月13日。オリジナルの2017年12月12日時点におけるアーカイブ。2020年6月30日閲覧。
4. ↑  “［お知らせ］ブックエキスプレス南流山店OPEN致します。”.  JR東日本リテールネット (2012年11月6日). 2012年11月14日閲覧。
5. ↑  『3編成18両の車両増強と南流山駅ホーム改良計画について 〜輸送力増強と混雑緩和を図ります〜』（PDF）（プレスリリース）首都圏新都市鉄道、2011年1月11日。オリジナルの2017年12月12日時点におけるアーカイブ。2020年6月30日閲覧。

#### 新聞記事
1. ↑  “エスカレーター始動 JR南流山駅 上下線に各2基設置”. 千葉日報 (千葉日報社):  pp. 朝刊 16. (2003年2月5日)
2. 1 2  “県内5駅 つくばエクスプレス開業 県内企業、新動脈に期待感 沿線の魅力づけ必要”. 千葉日報 (千葉日報社):  pp. 1・4・15（朝刊）. (2005年8月25日)
3. ↑  “南流山地区 土地区画整理事業が完了 知事ら120人参加し式典 記念碑を除幕”. 千葉日報 (千葉日報社):  pp. 朝刊 13. (1989年2月8日)

#### 利用状況に関する出典
JR・私鉄の1日平均利用客数
1. ↑  各駅の乗車人員 - JR東日本

JR東日本の2000年度以降の乗車人員
1. ↑  各駅の乗車人員（2000年度） - JR東日本
2. ↑  各駅の乗車人員（2001年度） - JR東日本
3. ↑  各駅の乗車人員（2002年度） - JR東日本
4. ↑  各駅の乗車人員（2003年度） - JR東日本
5. ↑  各駅の乗車人員（2004年度） - JR東日本
6. ↑  各駅の乗車人員（2005年度） - JR東日本
7. ↑  各駅の乗車人員（2006年度） - JR東日本
8. ↑  各駅の乗車人員（2007年度） - JR東日本
9. ↑  各駅の乗車人員（2008年度） - JR東日本
10. ↑  各駅の乗車人員（2009年度） - JR東日本
11. ↑  各駅の乗車人員（2010年度） - JR東日本
12. ↑  各駅の乗車人員（2011年度） - JR東日本
13. ↑  各駅の乗車人員（2012年度） - JR東日本
14. ↑  各駅の乗車人員（2013年度） - JR東日本
15. ↑  各駅の乗車人員（2014年度） - JR東日本
16. ↑  各駅の乗車人員（2015年度） - JR東日本
17. ↑  各駅の乗車人員（2016年度） - JR東日本
18. ↑  各駅の乗車人員（2017年度） - JR東日本
19. ↑  各駅の乗車人員（2018年度） - JR東日本
20. ↑  各駅の乗車人員（2019年度） - JR東日本
21. ↑  各駅の乗車人員（2020年度） - JR東日本
22. ↑  各駅の乗車人員（2021年度） - JR東日本
23. ↑  各駅の乗車人員（2022年度） - JR東日本
24. ↑  各駅の乗車人員（2023年度） - JR東日本

首都圏新都市鉄道の1日平均利用客数
1. 1 2 3 4  “乗車人員｜企業情報｜つくばエクスプレス”.   首都圏新都市鉄道. 2025年6月2日時点のオリジナルよりアーカイブ。2025年6月7日閲覧。

JR・私鉄の統計データ
1. ↑  千葉県統計年鑑 - 千葉県
2. ↑  流山市統計書 - 流山市

千葉県統計年鑑
1. ↑  千葉県統計年鑑（平成3年）
2. ↑  千葉県統計年鑑（平成4年）
3. ↑  千葉県統計年鑑（平成5年）
4. ↑  千葉県統計年鑑（平成6年）
5. ↑  千葉県統計年鑑（平成7年）
6. ↑  千葉県統計年鑑（平成8年）
7. ↑  千葉県統計年鑑（平成9年）
8. ↑  千葉県統計年鑑（平成10年）
9. ↑  千葉県統計年鑑（平成11年）
10. ↑  千葉県統計年鑑（平成12年）
11. ↑  千葉県統計年鑑（平成13年）
12. ↑  千葉県統計年鑑（平成14年）
13. ↑  千葉県統計年鑑（平成15年）
14. ↑  千葉県統計年鑑（平成16年）
15. ↑  千葉県統計年鑑（平成17年）
16. ↑  千葉県統計年鑑（平成18年）
17. ↑  千葉県統計年鑑（平成19年）
18. ↑  千葉県統計年鑑（平成20年）
19. ↑  千葉県統計年鑑（平成21年）
20. ↑  千葉県統計年鑑（平成22年）
21. ↑  千葉県統計年鑑（平成23年）
22. ↑  千葉県統計年鑑（平成24年）
23. ↑  千葉県統計年鑑（平成25年）
24. ↑  千葉県統計年鑑（平成26年）
25. ↑  千葉県統計年鑑（平成27年）
26. ↑  千葉県統計年鑑（平成28年）
27. ↑  千葉県統計年鑑（平成29年）
28. ↑  千葉県統計年鑑（平成30年）
29. ↑  千葉県統計年鑑（令和元年）
30. ↑  千葉県統計年鑑（令和2年）